# Rosa Luz Alegría
Rosa Luz Alegría Escamilla (Mexico-Stad, 1949) is een Mexicaans politica en natuurkundige. Zij was de eerste vrouwelijke minister van Mexico.
Alegría studeerde natuurkunde aan de Nationale Autonome Universiteit van Mexico (UNAM) en behaalde een doctoraat in Parijs. Luz Alegría nam actief deel aan de studentenprotesten van 1968. Ze maakte deel uit van de Nationale Stakingsraad (CNH) en werd vriendin van de studentenleider Marcel·lí Perelló i Valls. Na de onderdrukking van de opstand en het bloedbad van Tlatelolco sloot ze zich aan bij de regerende Institutioneel Revolutionaire Partij (PRI) en trouwde uiteindelijk de oudste zoon van president Luis Echeverría, Luis Vicente Echeverría Zuno, van wie zij later scheidde. In de jaren 70 was zij actief als onderzoekster, en zijn geldt als een van de grondleggers van de cybernetica.
President José López Portillo benoemde haar in 1976 tot onderminister van budget en planning en in 1980 tot minister van toerisme, waarmee ze Mexico's eerste vrouwelijke minister werd. Aangezien zij echter maîtresse van de president was had haar benoeming meer te maken met nepotisme dan met vrouwenemancipatie; López Portillo liet zelfs voor US$ 2 miljoen een huis voor haar kopen.
Na afloop van López Portillo's regering en haar periode als minister, toen veel schandalen uit deze regering boven tafel kwamen en duidelijk werd dat een onverantwoord beleid was gevoerd, trok Alegría zich terug uit het openbare leven omdat ze zich slachtoffer voelde van ostracisme. In deze periode zou zij met psychische problemen gekampt hebben; zo beweerde zij dat zij getrouwd was met López Portillo en zou zij zijn gearresteerd nadat zij naakt voor haar huis een geweer in de lucht leegschoot.
Op 7 december 2008 werd Alegría zwaargewond toen zij in Xochitepec werd getroffen door een kogel bij een roofoverval. Zij werd in kritieke toestand overgebracht naar het ziekenhuis van Cuernavaca.